# Pawliwka (hromada Zachariwka)
Pawliwka (ukr. Павлівка) – wieś na Ukrainie, w obwodzie odeskim, w rejonie rozdzielniańskim, w hromadzie Zachariwka. W 2001 liczyła 1021 mieszkańców, spośród których 904 wskazało jako ojczysty język ukraiński, 50 rosyjski, 51 mołdawski, 2 bułgarski, 1 białoruski, 3 ormiański, 10 niemiecki, a 2 inny.